# Båtfors
Båtfors este o arie protejată (arie specială de conservare — SAC, sit de importanță comunitară — SCI, arie de protecție specială avifaunistică — SPA) din Suedia întinsă pe o suprafață de 1.572,9 ha, integral pe uscat.

## Localizare
Centrul sitului Båtfors este situat la coordonatele 60°27′17″N 17°20′38″E / 60.4548°N 17.3439°E.

## Înființare
Situl Båtfors a fost declarat sit de importanță comunitară în decembrie 1995 pentru a proteja 4 specii de plante și 13 specii de animale. Alte tipuri de protecție:
- arie de protecție specială avifaunistică (în martie 1996)[2]
- arie specială de conservare (în martie 2011)[1][3][4]

## Biodiversitate
Situată în ecoregiunea boreală, aria protejată conține 13 habitate naturale: Pajiști din zone de pădure fino-scandinave, Păduri aluvionare cu Alnus glutinosa și Fraxinus excelsior (Alno-Padion, Alnion incanae, Salicion albae), Liziere de ierburi înalte hidrofile de câmpie și de nivel montan până la alpin, Păduri mixte riverane de Quercus robur, Ulmus laevis și Ulmus minor, Fraxinus excelsior sau Fraxinus angustifolia, de-a lungul marilor râuri (Ulmenion minoris), Taiga vestică, Mlaștini turboase de tranziție și turbării mișcătoare, Cursuri de apă de la nivel de câmpie la nivel montan, cu vegetație Ranunculion fluitantis și Callitricho-Batrachion, Păduri fino-scandinave bogate în ierburi cu Picea abies, Pajiști aluvionare boreale nordice, Mlaștini alcaline, Pășuni din zone de pădure fino-scandinave, Râuri naturale fino-scandinave, Păduri caducifoliate de mlaștină fino-scandinave.
La baza desemnării sitului se află mai multe specii protejate:
- plante (4): Buxbaumia viridis, Dichelyma capillaceum, mușchi (Dicranum viride), Herzogiella turfacea
- păsări (9): minunița (Aegolius funereus), cocoșul de mesteacăn (Bonasa bonasia), ciocănitoare neagră (Dryocopus martius), ciuvică (Glaucidium passerinum), vultur pescar (Pandion haliaetus), ciocănitoare de munte (Picoides tridactylus), ciocănitoare verzuie (Picus canus), huhurezul mic (Strix uralensis), cocoșul de mesteacăn (Tetrao tetrix tetrix)
- mamifere (1): râs eurasiatic (Lynx lynx)
- nevertebrate (3): Cucujus cinnaberinus, Phryganophilus ruficollis, Xyletinus tremulicola